# Zyklon Arthur (2007)
Zyklon Arthur (Bezeichnung des RSMCs Nadi: 08F, Bezeichnung des JTWCs 09P) war das achte tropische Tiefdrucksystem und der vierte tropische Wirbelsturm der Südpazifischen Zyklonsaison 2006–2007. Er bildete sich am 25. Januar aus einer tropischen Depression und intensivierte sich zu einem starken Kategorie-2-Zyklon nach der australischen Skala, die durch das Regional Specialized Meteorological Centre in Nadi, Fidschi angewendet wird. Das Joint Typhoon Warning Center bewertete den Sturm als leichten Zyklon der Kategorie 1 der Saffir-Simpson-Hurrikan-Windskala. Kurz nach dem Erreichen der Spitzenintensität, begann der Zyklon schwächer zu werden, da die Bedingungen in der Umgebung des Sturmzentrums ungünstig wurden. Der Sturm zog rasch in ostsüdöstlicher Richtung und die Transition zu einer außertropischen Zyklone setzte ein. Nachdem der Sturm sich nach Südosten wendete, wurde das Zirkulationszentrum wegen starker Windscherung völlig freigestellt. Spät am 26. Januar konnte sich Arthur nochmals für kurze Zeit intensivieren, wurde jedoch am 27. Januar außertropisch. Der tropische Zyklon hatte während seiner Existenz Auswirkungen auf mehrere kleinere Inseln. Am deutlichsten spürten die Einwohner von Französisch-Polynesien den Sturm.

## Sturmverlauf

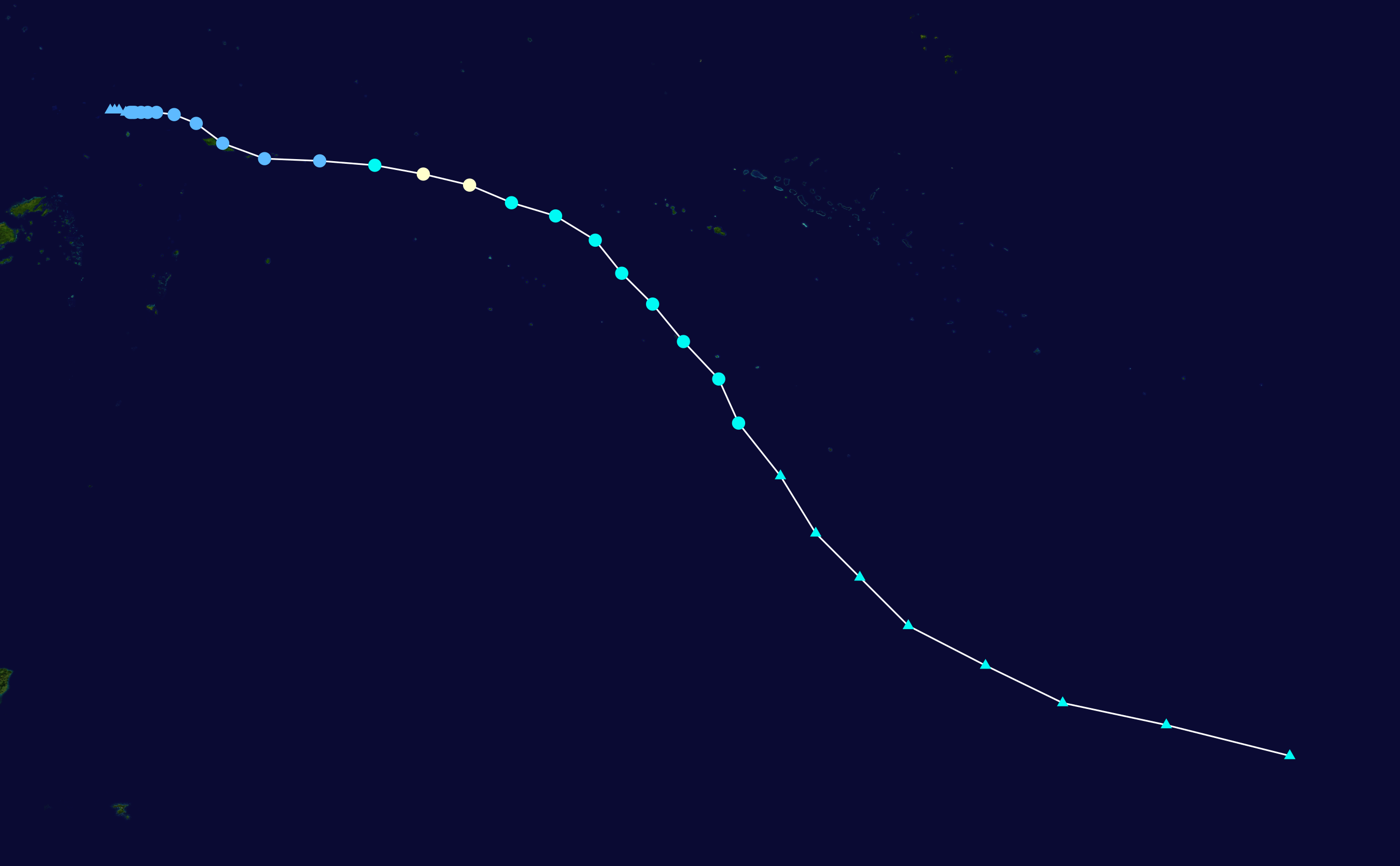
Arthurs Zugbahn

Am 21. Januar identifizierte das Regional Specialized Meteorological Centre in Nadi das tropische Tiefdruckgebiet 08F, das sich etwa 435 Kilometer westnordwestlich der Insel Savaiʻi in Samoa bildete. Die Depression zog über einige Tage hinweg langsam ost-südostwärts, wobei die Struktur des Systems und seine Intensität aufgrund des Wechsels von Tag und Nacht sowie wegen starker Windscherung schwankte. Gegen 17:00 Uhr UTC am 22. Januar gab das Joint Typhoon Warning Center (JTWC) einen Tropical Cyclone Formation Alert aus. Das System entwickelte ein ausgedehntes Regenband nördlich der Zirkulation und tiefe Konvektion bildete sich um das Zirkulationszentrum. Die Depression zog in ein Gebiet, in der die Windscherung schwach bis mäßig war. Im Tagesverlauf wurden Sturmwarnungen für den nordöstlichen Quadranten des Systems ausgelöst. Das System 08F setzte seine Entwicklung fort, als sich oberhalb des Tiefdruckgebietes ein Antizyklon bildete. Ein subtropischer Trog, der sich nördlich des Tiefdrucksystems befand, steuerte es ostwärts.
Früh am 24. Januar organisierte sich das System zunehmend besser und intensivierte sich um 6:00 Uhr UTC zu einem Zyklon. Das RSMC Nadi vergab den Namen Arthur. Der Zyklon begann, sich rapide zu intensivieren und die Struktur des Systems verbesserte sich deutlich. Um das Zentrum baute sich eine ausgeprägte tiefe Konvektion auf, mit starker Ausströmung gegen Norden. Einige Stunden nachdem sich 08F zum Zyklon Arthur verstärkt hatte, gab das JTWC seine erste Warnung zu diesem System aus, das schnell in ostsüdöstlicher Richtung wanderte. Die schnelle Vorwärtsbewegung ist auf die Einflüsse eines subtropischen Hochdruckrückens im Norden und eines Troges im Süden des Systems zurückzuführen. Später am Tag begann die Bildung eines Auges und der Sturm intensivierte sich zu einem Kategorie-2-Zyklon nach der Intensitätsskala des australischen Bureau of Meteorology. Um 18:00 Uhr UTC dieses Tages erreichte der Zyklon nach der Bewertung des JTWC seine größte Stärke mit andauernden einminütigen Windgeschwindigkeiten von 120 km/h, was einem leichtern Wirbelsturm der Kategorie 1 der Saffir-Simpson-Hurrikan-Windskala entspricht. Früh am 25. Januar erreichte der Sturm nach den Kriterien des RSMCs in Nadi mit zehnminütigen Windgeschwindigkeiten von 110 km/h und einem minimalen Luftdruck von 975 hPa seine größte Stärke. Das Zentrum befand sich zu diesem Zeitpunkt 635 Kilometer nordnordwestlich von Rarotonga. Kurze Zeit später begann der Übergang zu einer außertropischen Zyklone, der sehr schnell seine Organisation einbüßte, da das Zentrum starker Windscherung ausgesetzt war.

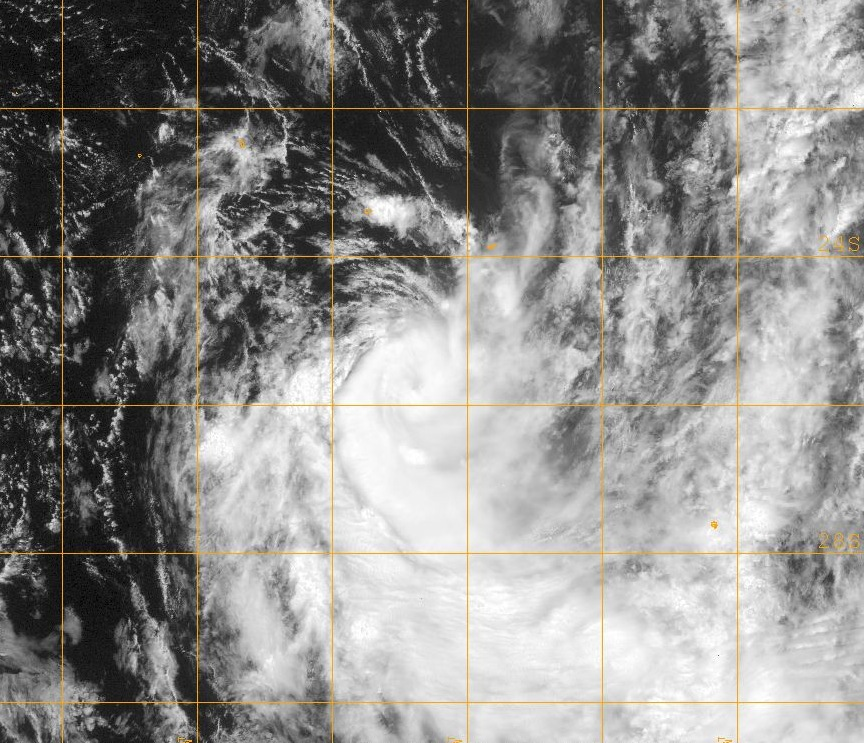
Tropischer Zyklon Arthur am 26. Januar

Der Sturm begann auch, sich mit einem Tiefdruck-Frontensystem zu verbinden, das in Zusammenhang mit den Resten des Zyklon Zita stand. Die starke Windscherung stellte das Zirkulationszentrum teilweise frei und nur im südöstlichen Quadranten blieb eine Konvektion erhalten. Außer der Windscherung, führte auch in das eindringende trockene Luft zur Schwächung des Sturms. Der Sturm bewegte sich weiterhin schnell vorwärts und begann eine Wendung nach Südosten, entlang einer Front. Früh am 26. Januar gab das JTWC seine letzte Warnung zu dem System aus, da es den größten Teil seiner tropischen Eigenschaften verloren hatte. Kurz darauf erfolgte eine Reintensivierung Arthurs und um 21:00 Uhr UTC nahm das JTWC die Ausgabe von Warnungen wieder auf. Das kurze Wiedererstarken des Zyklons war das Ergebnis eine Schwäche in der Wetterfront, wodurch eine erneute Bildung der Konvektion um das Sturmzentrum möglich wurde. Etwa zur selben Zeit verließ Arthur das Beobachtungsgebiet des RSMCs in Nadi und gelangte in das Warngebiet des Tropical Cyclone Warning Centres in Wellington. Der Sturm vollendete den Übergang zu einem außertropischen Gebiet am 27. Januar, sodass die letzte Warnung zu dem System ausgegeben wurde.

## Vorbereitungen und Auswirkungen
Am 21. Januar wurde eine Sturmwarnung für Tutuila, Amerikanisch-Samoa, Manuʻa und Swains Island erteilt, weil sich die Tropische Depression diesen Inseln näherte. Die Warnung ging von andauernden Windgeschwindigkeiten von 55 km/h und Böen bis zu 75 km/h aus. Für die Cookinseln wurde eine Warnung für kleine Wasserfahrzeuge ausgegeben, da der hohe Wellengang sich bis dorthin erstrecken konnte. Diese Warnungen wurden spät am 23. Januar aufgehoben, weil das System nicht mehr die Inseln gefährdete. Am 24. Januar wurde für die Austral-Inseln Alarmstufe Orange gesetzt, für Rurutu und Tubuai wurde später bei der Annäherung des Sturmes die Alarmstufe auf Rot hochgesetzt. Arthurs Schäden auf den Cook-Inseln waren gering, als der Sturm zwischen den südlichen Inseln der Gruppe und dem westlichen Teil Französisch-Polynesiens hindurchzog und bestanden hauptsächlich aus Küstenerosion. Heftige Niederschläge erzeugten in Französisch-Polynesien mehrere Erdrutsche, wodurch einige Häuser auf Tahiti und Moorea beschädigt wurden. Die Wellenhöhe um die Inseln herum erreichte 1,5 bis 2 Meter. In Tubuai wurden andauernde Windgeschwindigkeiten von bis zu 85 km/h (10-minütig) und Böen von bis zu 115 km/h aufgezeichnet. Einige Häuser wurden beschädigt und mehrere Straßen auf der Insel durch umgestürzte Bäume blockiert. Die Auswirkungen der Sturmflut an der Küste waren gering.

### Benennung
Als die Tropische Depression 08F zum tropischen Zyklon aufgestuft und der Name Arthur zugeteilt wurde, war es das dritte Mal, dass dieser Name für einen Sturm im südlichen Pazifischen Ozean verwendet wurde. Zuvor wurde der Name während der Südpazifischen Zyklonsaisons 1981 und 1991 benutzt. Der Name wurde auch fünfmal für Stürme im Atlantischen Ozean verwendet – 1984, 1990, 1996, 2002, und 2008. Da die 2007 durch Zyklon Arthur verursachten Schäden gering waren, wurde der Name nicht gestrichen und blieb auf der Namensliste B für den südlichen Pazifischen Ozean.